# Natto

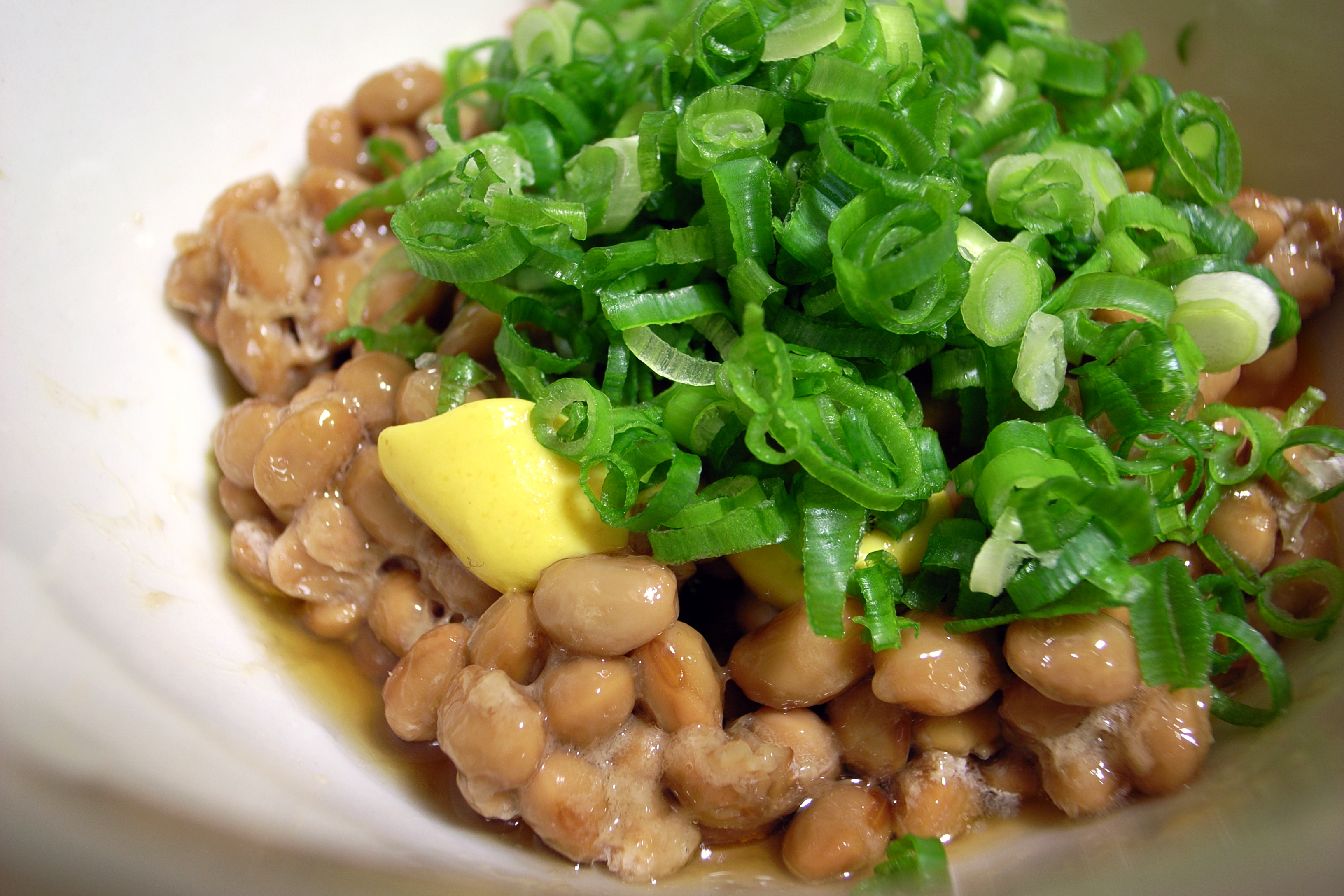
Nattō met karashi-mosterd en stengelui

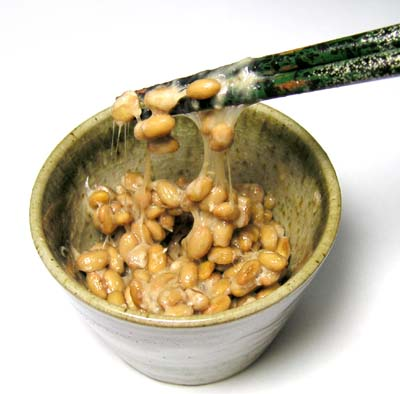
Nattō wordt geroerd met eetstokjes

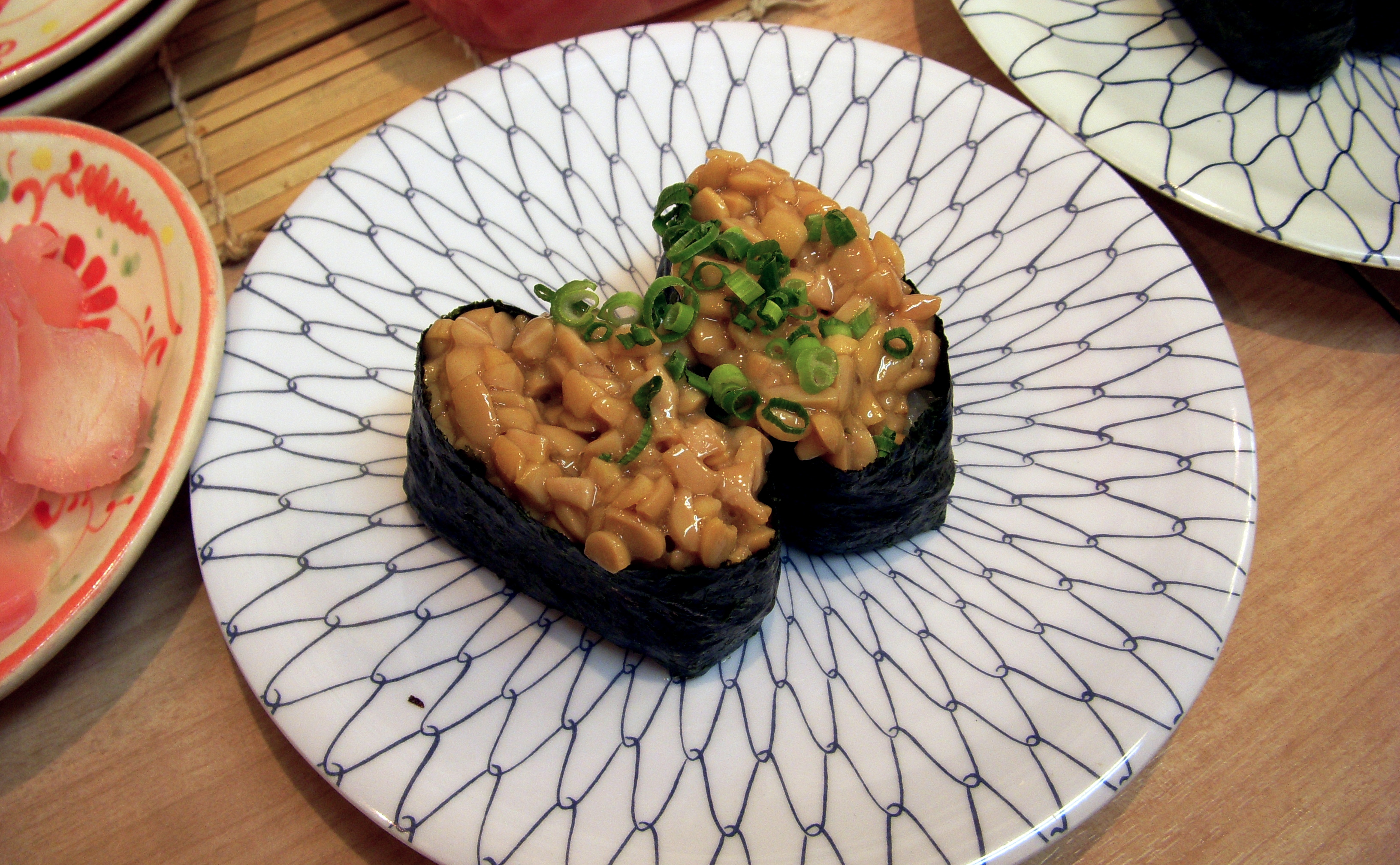
Nattō-sushi

Natto (Japans: 納豆) is een traditioneel gerecht uit de Japanse keuken dat gemaakt wordt van sojabonen gefermenteerd met Bacillus subtilis. Soms wordt nattō genuttigd bij het ontbijt. Het gerecht wordt opgediend met sojasaus, karashi-mosterd en stengelui. Nattō kan worden beschouwd als verworven smaak vanwege de sterke geur, krachtige smaak en de kleverige en slijmerige textuur. In Japan is nattō het populairst in de oostelijke gebieden, waaronder Kanto, Tohoku en Hokkaido.
Soms wordt nattō verwerkt in andere gerechten, zoals nattō-sushi, nattō-toast, in misosoep, tamagoyaki, salade of als ingrediënt in okonomiyaki en spaghetti.

## Geschiedenis
Voor het ontstaan van nattō bestaat geen eenduidige verklaring. Een theorie stelt dat nattō gelijktijdig werd ontwikkeld op meerdere locaties, aangezien het gerecht eenvoudig te bereiden is met bestanddelen en hulpmiddelen die in de Japanse oudheid al beschikbaar waren. Een andere theorie schrijft de herkomst van nattō toe aan samoerai Minamoto no Yoshiie, die tussen 1086 en 1088 n.Chr. op veldtocht was in Noordoost-Japan. Het verhaal luidt dat de manschappen werden aangevallen terwijl zij sojabonen kookten voor de paarden. Ze waren genoodzaakt in allerijl hun eigendommen bijeen te pakken. Pas enkele dagen later openden de strijders hun strooien reistassen; de sojabonen waren toen gefermenteerd. De manschappen en Yoshiie aten de nattō en konden de smaak waarderen.
In de Taishōperiode (1912-1926) wijzigde de productie van nattō, toen onderzoekers een methode ontdekten om een zogeheten fermentatiestarter te bereiden uit de bacterie Bacillus subtilis. Hierdoor was er voor de vervaardiging van nattō geen stro meer vereist, wat de commerciële productie van nattō vergemakkelijkte en een consistenter eindproduct mogelijk maakte.

## Zintuiglijke ervaring
Nattō heeft een onderscheidende geur, enigszins vergelijkbaar met sterk ruikende kaas. Het roeren van nattō resulteert in veel plakkerige draden. Door sommigen wordt nattō ervaren als onplezierige smaak, terwijl anderen het als delicatesse beschouwen. Uit een internetenquête in Japan uit 2009 bleek dat 70,2% van de respondenten nattō lekker vond en 29,8% niet. Van de 29,8% van de respondenten die nattō niet lekker vond, at toch ongeveer de helft dit gerecht vanwege de gezondheidsvoordelen.

## Productieproces
Nattō wordt gemaakt van sojabonen. Kleinere bonen hebben de voorkeur omdat het fermentatieproces eerder de kern van de sojaboon bereikt. De bonen worden gewassen en geweekt in water gedurende 12 tot 20 uur, zodat de omvang van de bonen toeneemt. Vervolgens stoomt men de bonen 6 uur lang, hoewel een hogedrukpan gebruikt kan worden om de stoomtijd te verminderen. De sojabonen worden gemengd met de Bacillus subtilis, in het Japans nattō-kin genoemd. Vanaf dit moment moet waakzaamheid worden betracht om de ingrediënten niet in aanraking te brengen met onzuiverheden of andere bacteriën. Het mengsel wordt tot 24 uur lang gefermenteerd op 40°C. Naderhand wordt de nattō gekoeld en vervolgens tot een week lang gerijpt in een koelkast, zodat de vezeligheid kan toenemen.
In nattō-fabrieken dient dit procedé doorlopen te worden zonder dat de medewerkers de sojabonen aanraken. Doordat aandacht wordt besteed aan het vermijden van lichamelijk contact met de bonen, voorkomt men besmetting met huidflora.

## Eindproduct

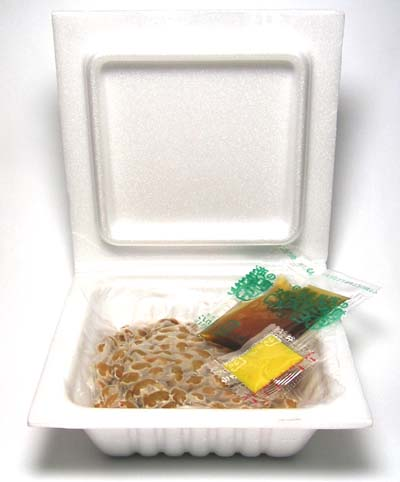
Nattō met sojasaus en mosterd in een doos

De hedendaagse massa-geproduceerde nattō wordt veelal verkocht in kleine polystyreen-dozen. Een gemiddelde verpakking telt twee tot vier vakken die elk 40 tot 50 gram nattō bevatten. Een nattō-doos is vaak tevens voorzien van een bakje rijst.
Nattō heeft een voedingswaarde die afwijkt van die van rauwe sojabonen. Vitamine A en diverse andere vitaminen en mineralen gaan verloren door het fermentatieproces. Anderzijds is de hoeveelheid calorieën in nattō lager dan bij rauwe sojabonen. Nattō bevat geen cholesterol en is een belangrijke bron van ijzer, calcium, magnesium, eiwitten, kalium, vitamine B6, B2, E, K2 en andere voedingsstoffen. Nattōconsumptie wordt in verband gebracht met de sterkte van de botten.